# Tryphon exclamationis
Tryphon exclamationis är en stekelart som beskrevs av Johann Ludwig Christian Gravenhorst 1829. Tryphon exclamationis ingår i släktet Tryphon och familjen brokparasitsteklar. Arten är reproducerande i Sverige. Inga underarter finns listade i Catalogue of Life.